# Liste der denkmalgeschützten Objekte in Maria Rain (Kärnten)
Die Liste der denkmalgeschützten Objekte in Maria Rain enthält die 6 denkmalgeschützten, unbeweglichen Objekte der Gemeinde Maria Rain.

## Denkmäler
| Foto |                 | Denkmal                                                                        | Standort                                              | Beschreibung | Metadaten |
| ---- | --------------- | ------------------------------------------------------------------------------ | ----------------------------------------------------- | --- | --- |
| ja   | Datei hochladen | Pfarrhof HERIS-ID: 16317 Objekt-ID: 12575                                      | Göltschach 22 Standort KG: Göltschach                 | Der Pfarrhof ist ein zweigeschoßiger Stöcklbau mit schlichter Fassadengliederung aus dem 19. Jahrhundert. Über dem Portal befindet sich ein nachbarockes Wandbild Christus als Guter Hirte. | BDA-Hist.: Q37812649 Status: § 2a Stand der BDA-Liste: 2025-06-30 Name: Pfarrhof GstNr.: .51/1 Pfarrhof Göltschach, Maria Rain                                                             |
| ja   | Datei hochladen | Kath. Pfarrkirche St. Daniel zu Göltschach HERIS-ID: 16315 Objekt-ID: 12573    | Göltschach 22 Standort KG: Göltschach                 | Am Nordrand des Dorfes von einem Friedhof umgeben; an Stelle eines älteren Vorgängerbaues. Mit Sicherheit 1480 bestehend. Pfarre seit 1779 bzw. 1788. Barocker einschiffiger Bau mit wenig eingezogenem, rundbogig geschlossenem Chor und flachbogigem Schluss. 1996 Dachrestaurierung. 1999 Innenrestaurierung. West-Turm mit holzschindelgedecktem Spitzhelm und großen Schallfenstern laut lateinischer Inschrift an der Südseite 1632 zusammen mit nordseitiger Sakristei erbaut. Westlich offene Vorlaube; rundbogiges Portal Anfang des 17. Jahrhunderts, daneben Opfertisch.                                                              | BDA-Hist.: Q37812626 Status: § 2a Stand der BDA-Liste: 2025-06-30 Name: Kath. Pfarrkirche St. Daniel zu Göltschach GstNr.: .52 Pfarrkirche St. Daniel zu Göltschach                        |
| ja   | Datei hochladen | Bahnhof, Aufnahmegebäude mit Toilettehäuschen HERIS-ID: 16323 Objekt-ID: 12581 | Bahnhofstraße 15 Standort KG: Tschedram               | Das Aufnahmegebäude wurde 1906 errichtet. Es besteht aus einem zweigeschoßigen Quertrakt als Hauptgebäude und zwei beidseitig anschließenden eingeschoßigen Längstrakten. Die Putzfassade wird durch Ecklisenen und einfache Fensterumrahmungen akzentuiert. Toilettenhäuschen. Der Rest des Bahnhofs (von Gusseisensäulen getragenes Bahnsteigdach; bemerkenswertes hölzernes Gütermagazin; Personalwohnhaus) ist nicht denkmalgeschützt. | BDA-Hist.: Q37812769 Status: Bescheid Stand der BDA-Liste: 2025-06-30 Name: Bahnhof, Aufnahmegebäude mit Toilettehäuschen GstNr.: .94 Bahnhof Maria Rain                                   |
| ja   | Datei hochladen | Kath. Pfarrkirche Maria Himmelfahrt HERIS-ID: 16319 Objekt-ID: 12577           | Kirchenstraße 61 Standort KG: Tschedram               | Die Wallfahrtskirche geht auf einen spätgotischen Kirchenbau (um 1450) mit Nordturm zurück, der den Westteil der heutigen Kirche bildet. 1696 wurde die Kirche nach Osten hin verlängert; die Westfassade wurde barockisiert; der Südturm wurde 1719 erbaut. Im Inneren befinden sich acht Seitenkapellen. Der monumentale Hochaltar ist mit 1694 bezeichnet. | BDA-Hist.: Q1639541 Status: § 2a Stand der BDA-Liste: 2025-06-30 Name: Kath. Pfarrkirche Maria Himmelfahrt GstNr.: .60 Mariä Himmelfahrt (Maria Rain)                                      |
| ja   | Datei hochladen | Kath. Filialkirche hl. Ulrich HERIS-ID: 16318 Objekt-ID: 12576                 | bei Sankt Ulrich 2 Standort KG: Toppelsdorf           | Urkundlich 1453 als Filiale von Köttmannsdorf erwähnt. Innenrestaurierung 1894. Barockisierter im Kern gotischer Saalbau mit eingezogenem Chor und polygonalem Schluss; die zweiteiligen Maßwerkfenster erneuert. Westlicher hölzerner Dachreiter mit Zwiebelhelm, westlich rundbogiges Eingangsportal unter barockem Rundfenster und Vordach. Spuren barocker volkstümlicher Wandbemalung. An der südöstlichen Chorschräge, unter dem Traufgesims drei eingemauerte, wohl mittelalterliche Reliefsteine: Kopf, Fabeltier und Stein mit Kreuz sowie Hirsch, Lamm und Hund, welche auf die Gründungslegende der Kirche Bezug nehmen.              | BDA-Hist.: Q37812672 Status: § 2a Stand der BDA-Liste: 2025-06-30 Name: Kath. Filialkirche hl. Ulrich GstNr.: .28 Sankt Ulrich (Maria Rain)                                                |
| ja   | Datei hochladen | Kath. Filialkirche St. Leonhard zu Guntschach HERIS-ID: 16316 Objekt-ID: 12574 | südwestlich Unterguntschach 5 Standort KG: Göltschach | Isoliert auf einem Hügel stehend. Angeblich 1425 erstmals genannt. Filiale von Maria Rain. Innenrestaurierung und Aufdeckung der Wandmalereien 1963/1964. 1992/93 Restaurierung. Kleiner romanischer Bau mit einem anstelle der ehemaligen romanischen Rundapsis mit innen angebauter Mensa (1993 ergraben) errichteter gotischer Polygonalchor mit 4/6-Schluss sowie ein westlicher Vorhallenturm von 1908 mit Giebelspitzhelm und großen spitzbogigen Schallfenstern. An der nördlichen Außenwand Wandmalerei heiliger Christophorus, an der nordöstlichen Chorschräge Wandbild Kreuzigung mit Maria und Johannes, beide Ende 14. Jahrhundert. | BDA-Hist.: Q37812638 Status: § 2a Stand der BDA-Liste: 2025-06-30 Name: Kath. Filialkirche St. Leonhard zu Guntschach GstNr.: .1 Filialkirche hl. Leonhard in Unterguntschach (Maria Rain) |